# Distrikt Santa María del Valle
Der Distrikt Santa María del Valle liegt in der Provinz Huánuco in der Region Huánuco in Zentral-Peru. Er hat eine Fläche von 490 km². Im Jahr 2017 betrug die Einwohnerzahl 21.329. Im Jahr 1993 lag die Einwohnerzahl bei 17.965, im Jahr 2007 bei 18.373. Die Bevölkerung ist überwiegend indigener Abstammung mit Muttersprache Quechua. Verwaltungssitz des Distriktes ist die am rechten Flussufer des Río Huallaga auf 1916 m Höhe gelegene Kleinstadt Santa María del Valle mit 2141 Einwohnern (Stand 2017). Santa María del Valle liegt 10 km nordöstlich der Regions- und Provinzhauptstadt Huánuco. Der Ort geht aus einer Gründung am 13. September 1539 als Nuestra Señora de Mont-Serrat de Coni hervor.

## Geographische Lage
Der Distrikt Santa María del Valle liegt in der peruanischen Zentralkordillere. Er hat eine Längsausdehnung in NW-SO-Richtung von 44 km. Der äußerste Südosten des Distrikts wird vom Río Huallaga durchflossen.
Der Distrikt Santa María del Valle grenzt im Westen an die Distrikte Chavinillo und Aparicio Pomares (beide in der Provinz Yarowilca), im Nordwesten an den Distrikt Marías (Provinz Dos de Mayo), im Norden und Osten an den Distrikt Churubamba, im Südosten an den Distrikt Umari (Provinz Pachitea) sowie im Südwesten an die Distrikte Amarilis, Huánuco und Quisqui.

## Ortschaften
Einzige städtische Siedlung ist Santa María del Valle, die restlichen sind ländliche Siedlungen.
- Huarapa
- Llacó
- Pachabamba
- Pomacucho
- Ratacocha
- San Isidro de Capillapampa
- San Isidro de Visag
- San Juan de Marambuco
- San Juan Pampa
- San Pedro de Choquecancha
- San Sebastián de Quera
- Santa Isabel
- Santa María del Valle
- Santa Rosa de Sirabamba
- Santigo de Llacón
- Taulligán